# Xulsigiae
Xulsigae je trojice galo-římských bohyň ve svatyni léčivého pramene v Augusta Treverorum, dnešním Trieru.[zdroj?] Podle Edith Wightman se může jednat o místní „nymfy pramene“, ale jejich jméno spojuje zase s bohyněmi zvanými Suleviae, které považuje za domácí božstva. Jejich svatyně, postavená vedle monumentálního chrámu Lena Marta obsahoval hliněné figurky genii cucullati „duchů s kapucí“. Jejich jméno je známo pouze z jednoho nápisu, kde se objevuje společně se jménem Lena Marta.[zdroj?]
LENO MARTI
ET XVLSIGIIS
L VIRIVS DISE
TO V S L M
“Lenovi Martovi a  Xulsigiae, Lucius Virius Diseto svobodně a zaslouženě naplnil svoji přísahu“